# Albert Hartl
Albert Hartl, född 13 november 1904 i Roßholzen, död 14 december 1982 i Ludwigshafen, var en tysk SS-Sturmbannführer och chef för Byrå IV B inom Reichssicherheitshauptamt (RSHA), Tredje rikets säkerhets- och underrättelseministerium. Han var även verksam inom Einsatzgruppe C, en mobil insatsgrupp som opererade på östfronten.

## Biografi
Hartl studerade vid det ärkebiskopliga seminariet i Freising och prästvigdes 1929 av kardinal Michael von Faulhaber.
Den 30 januari 1933 utnämndes Adolf Hitler till tysk rikskansler. I november samma år fördömde Hartl en prästkollega, Josef Rossberger, som hade kritiserat nationalsocialismen; Rossberger ställdes inför rätta och dömdes till tre månaders fängelse. I januari 1934 lämnade Hartl sin prästerliga tjänst, utträdde ur den katolska kyrkan och inträdde i Schutzstaffel (SS). Hartl blev i och med detta exkommunicerad. Efter att bland annat ha varit verksam inom Sicherheitsdienst (SD) i Berlin utnämndes Hartl till chef för Byrå IV B inom Reichssicherheitshauptamt (RSHA), Tredje rikets säkerhets- och underrättelseministerium. Hartls avdelning sysslade med nationalsocialismens ideologiska motståndare, till vilka bland annat tillhörde politisk katolicism och sionism. Hartl kom att bli Adolf Eichmanns närmaste chef.

### Einsatzgruppe C
På grund av påstådda sexuella trakasserier mot en kvinnlig bokhandlare öppnades ett disciplinförfarande mot Hartl. Chefen för RSHA:s personalavdelning, Bruno Streckenbach, kommenderade honom 1942 till Einsatzgruppe C, en mobil insatsgrupp som mördade judar, politruker och andra för Tredje riket misshagliga personer. Hartl blev stabschef under befälhavaren Max Thomas. Enligt egen utsago närvarade Hartl vid två massavrättningar: en i Kiev och en i Krementjuk. Efter några månader med Einsatzgruppe C drabbades Hartl av ett nervöst sammanbrott och lades in på sjukhus. Efter flera månaders konvalescens återvände han till RSHA i Berlin.

### Efter andra världskriget
Kort efter andra världskrigets slut greps Hartl av brittiska trupper. Hans verksamhet inom Reichssicherheitshauptamt och Einsatzgruppen upptäcktes dock inte.
Under efterkrigstiden verkade Hartl som publicist och tillhörde Deutsche Unitarier Religionsgemeinschaft, en religiös organisation som bland annat betonar panteism och filosofisk humanism.

## Populärkultur
I Volker Schlöndorffs film Den nionde dagen från 2004 utgör Hartl förebild för rollfiguren SS-Untersturmführer Gebhardt, gestaltad av August Diehl.